# Половинкин, Валентин Алексеевич
Валентин Алексеевич Половинкин (1922—1942) — советский военнослужащий. Участник Великой Отечественной войны. Герой Советского Союза (1943, посмертно). Гвардии красноармеец.

## Биография
Родился 27 февраля 1922 года в селе Нижняя Ярославка Моршанского уезда Тамбовской губернии РСФСР (ныне село Сосновского района Тамбовской области Российской Федерации) в крестьянской семье Алексея Фёдоровича и Анны Кузьминичны Половинкиных. Русский.
Получил неполное среднее образование. После школы окончил курсы бухгалтеров. До призыва на воинскую службу работал бухгалтером-статистиком в районной заготконторе.
В ряды Рабоче-крестьянской Красной Армии был призван Ламским райвоенкоматом Тамбовской области 29 июля 1941 года. В августе-сентябре 1941 года учился на курсах политработников, но в связи с тяжёлой обстановкой на фронте был направлен стрелком в 3-ю армию Брянского фронта. В ходе Орловско-Брянской оборонительной операции дивизия, в которой служил красноармеец В. А. Половинкин, попала в окружение. С остатками дивизии Валентин Алексеевич вышел из кольца в районе Трубчевска в первой декаде октября 1941 года. Вскоре в боях под Мценском он был тяжело ранен и эвакуирован в госпиталь.
После выздоровления Валентин Алексеевич продолжил службу в запасном полку в Орджоникидзе[уточнить]. С начала августа 1942 года гвардии рядовой В. А. Половинкин участник Битвы за Кавказ в должности заместителя политрука 2-го отдельного стрелкового батальона 10-й гвардейской стрелковой бригады 11-го гвардейского стрелкового корпуса 9-й армии Северной группы войск Закавказского фронта. К 8 августа 1942 года подразделения 9-й армии заняли оборону по южному берегу Терека на участке от села Бено-Юрт до села Сухотского. В сентябре 1942 года в составе своего подразделения Валентин Алексеевич участвовал в Моздок-Малгобекской оборонительной операции, в ходе которой было остановлено наступление немецкой 1-й танковой армии Клейста и сорваны планы немецкого командования по захвату нефтяных районов Кавказа.
Не сумев прорвать оборону Красной Армии на участке 9-й армии, немецкое командование перенесло направление главного удара на нальчикское направление. Немцам удалось скрытно сосредоточить на этом участке крупные силы. В результате неожиданного немецкого наступления, начавшегося 25 октября 1942 года, в зоне ответственности 37-й армии сложилась критическая ситуация. Подразделения 11-го гвардейского стрелкового корпуса были спешно переброшены под Орджоникидзе и 27 октября 1942 года заняли оборону на участке Тулатово — Архонская — Фиагдон — Дзуарикау. 2-й отдельный стрелковый батальон 10-й гвардейской стрелковой бригады в ходе Нальчикско-Орджоникидзевской оборонительной операции защищал рубеж у села Карджин. В самый критический день боёв 2 ноября 1942 года немцы ворвались в окопы батальона. Командир взвода был ранен и заместитель политрука В. А. Половинкин принял командование взводом на себя. В ходе контратаки взвод выбил немцев из окопов и отбросил их на исходные позиции, уничтожив до роты солдат и офицеров противника, 15 из которых на личном счету Валентина Алексеевича. Тем не менее, 2 ноября 1942 года, собрав в мощный кулак 13-ю и 23-ю танковые дивизии, румынскую 2-ю горнострелковую дивизию, полк «Бранденбург» и некоторые другие части, противник прорвал оборону на четырёхкилометровом участке фронта в районе села Дзуарикау, и продвинувшись на 18 километров, к вечеру того же дня вышел к западной окраине Орджоникидзе, где был остановлен подразделениями дивизии НКВД СССР. Немецкое наступление выдохлось, и 3 ноября войска 9-й и 37-й армий перешли в контрнаступление, в результате которого прорвавшаяся к Орджоникидзе немецкая группировка оказалась запертой в узком мешке. 6 ноября в результате успешного наступления частей 11-го гвардейского корпуса она была окружена и оттеснена в район села Гизель. Во время наступления находился в составе миномётного взвода, и когда из строя выбыл его командир, он взял командование взводом на себя. В ходе боёв по ликвидации Гизельской группировки противника миномётный взвод под командованием В. А. Половинкина уничтожил 2 вражеских миномёта с расчётами, 50 автомашин и до 300 солдат и офицеров противника.
Пытаясь вырваться из окружения, немецкие части предпринимали яростные контратаки. В районе села Майрамадаг гвардии рядовой В. А. Половинкин с десятью бойцами отразил 3 контратаки многократно превосходящих сил противника с большим для него уроном. Огнём из автомата лично уничтожил до 50 военнослужащих вермахта. 8 ноября 1942 года Валентин Алексеевич был тяжело ранен осколком снаряда в живот, но не покинул поля боя. Лишь 10 ноября 1942 года его в критическом состоянии доставили в село Барсуки в расположение 46-го гвардейского медико-санитарного батальона, однако спасти его врачам не удалось. В тот же день Валентин Алексеевич скончался. Первоначально его похоронили на госпитальном кладбище в селе Барсуки.
Указом Президиума Верховного Совета СССР «О присвоении звания Героя Советского Союза начальствующему и рядовому составу Красной Армии» от 19 июня 1943 года за «образцовое выполнение боевых заданий командования на фронте борьбы с немецкими захватчиками и проявленные при этом отвагу и геройство» удостоен посмертно звания Героя Советского Союза.
В 1982 году прах В. А. Половинкина был перезахоронен на мемориале «Курган Славы», расположенном на въезде в город Назрань.

## Награды
- Медаль «Золотая Звезда» (19.06.1943, посмертно);
- орден Ленина (19.06.1943, посмертно).

## Документы
- Общедоступный электронный банк документов «Подвиг Народа в Великой Отечественной войне 1941—1945 гг.» Дата обращения: 3 июля 2012. Архивировано из оригинала 13 марта 2012 года.

Представление к званию Героя Советского Союза. Дата обращения: 3 июля 2012. Архивировано 8 октября 2012 года.
- Обобщенный банк данных «Мемориал». Дата обращения: 3 июля 2012. Архивировано из оригинала 10 мая 2012 года.

ЦАМО, ф. 58, оп. 977521, д. 765. Дата обращения: 3 июля 2012. Архивировано 8 октября 2012 года.
ЦАМО, ф. 33, оп. 563785, д. 8. Дата обращения: 3 июля 2012. Архивировано 8 октября 2012 года.
ЦАМО, ф. 56, оп. 12220, д. 86. Дата обращения: 3 июля 2012. Архивировано 8 октября 2012 года.
ЦАМО, ф. 58, оп. 818883, д. 1917. Дата обращения: 3 июля 2012. Архивировано 8 октября 2012 года., ЦАМО, ф. 58, оп. А-71693, д. 185. Дата обращения: 3 июля 2012. Архивировано 8 октября 2012 года.
ЦАМО, ф. 58, оп. А-71693, д. 1843. Дата обращения: 3 июля 2012. Архивировано 8 октября 2012 года.
ЦАМО, ф. 58, оп. 18004, д. 841. Дата обращения: 3 июля 2012. Архивировано 8 октября 2012 года.
ЦАМО, ф. 58, оп. 977521, д. 555. Дата обращения: 3 июля 2012. Архивировано 8 октября 2012 года.